# Mesquita de Omar (Bostra)

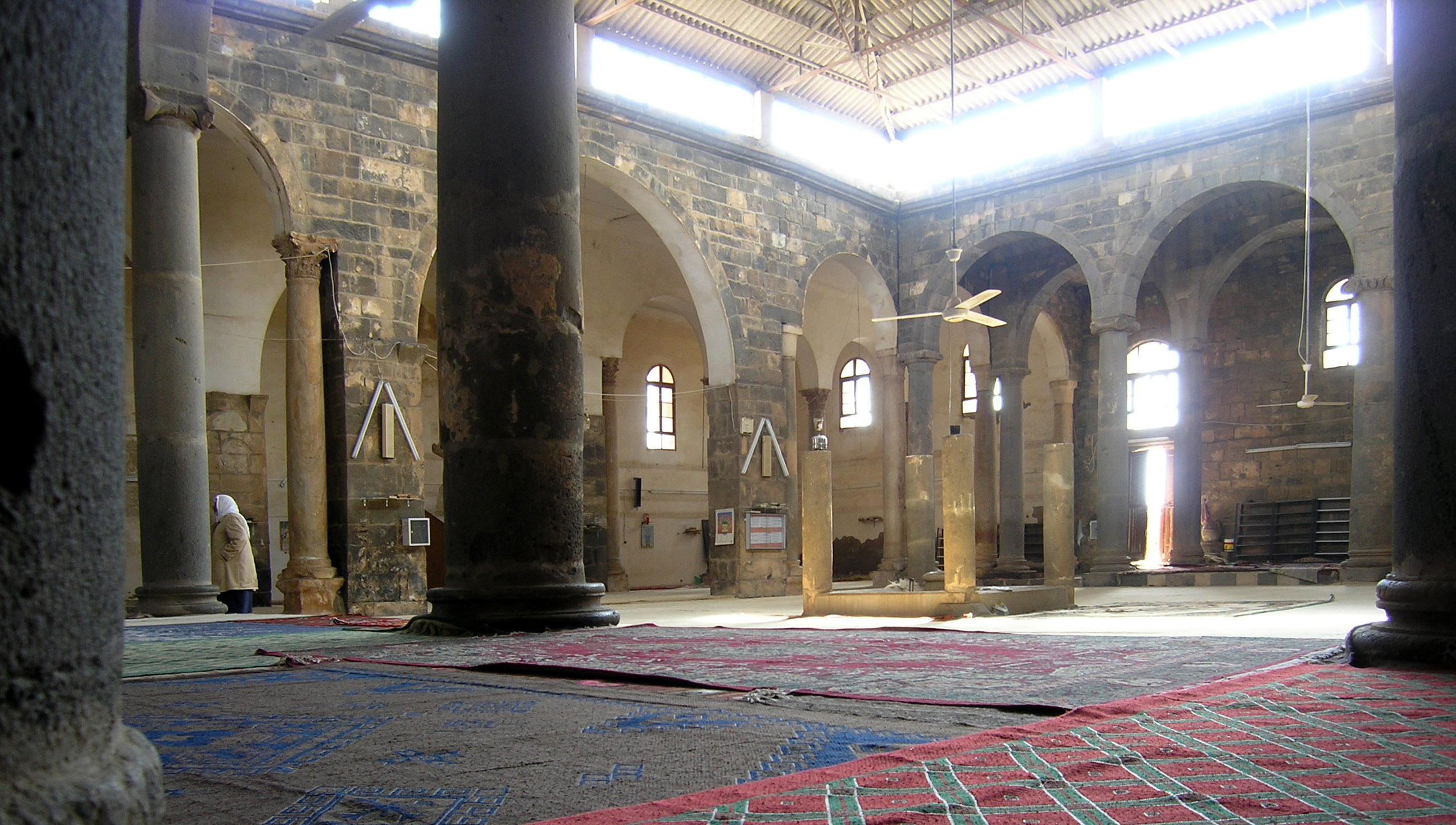
O interior da Mesquita de Omar, Síria

A Mesquita de Omar ( árabe : المسجد العمري ) está localizada na antiga cidade romana de Bostra, Síria. A mesquita é uma das mais antigas mesquitas sobreviventes da história islâmica. Foi fundada pelo califa Omar, que liderou a conquista muçulmana da Síria. A mesquita foi concluída em 721 pelo califa Iázide II e renovada e ampliada nos séculos XII e XIII pelos aiúbidas que também melhoraram o teatro romano e banhos.

## Arquitetura
O plano da mesquita é organizado em torno de um pátio fechado envolvido com uma arcada única nos lados leste e oeste e uma arcada dupla no lado sul que conduz para a sala de oração. O pátio era originalmente usado como um mercado e área de dormir para caravanas nas rotas de comércio através da Síria, especialmente sobre as anuais de peregrinação para Meca. A mesquita tem um dos primeiros exemplos de um minarete omíada, que foi repetido em outras grandes mesquitas dos Omíadas em Damasco e Alepo.